# Gouvernement Borne
Ve République
Castex Attal
Le gouvernement Borne est le gouvernement de la République française entre le 16 mai 2022 et le 9 janvier 2024, C'est le quarante-troisième gouvernement de la Ve République, le quatrième formé sous la présidence d'Emmanuel Macron et le premier depuis la réélection de celui-ci.
Élisabeth Borne est la deuxième femme à être nommée à la fonction de Premier ministre après Édith Cresson en 1991. Ses ministres sont nommés le 20 mai, succédant à ceux du gouvernement Castex.
Après les élections législatives de 2022 qui voient la coalition présidentielle perdre sa majorité absolue, Élisabeth Borne remet la démission de son gouvernement au président de la République, qui la refuse. Cependant, le gouvernement Borne subit deux remaniements les 4 juillet 2022 et 20 juillet 2023. 
Il s'agit du quatrième gouvernement minoritaire depuis le début de la Ve République, et le deuxième en nombre de recours à l'alinéa 3 de l'article 49 de la Constitution (23 contre 28 pour Michel Rocard).
Le 8 janvier 2024, Élisabeth Borne présente la démission de son gouvernement au président de la République, qui l'accepte et choisit le lendemain Gabriel Attal pour former le nouveau gouvernement.

## Formation

### Contexte
La formation du nouveau gouvernement intervient à la suite de la réélection d'Emmanuel Macron et se produit le jour de la démission du gouvernement Jean Castex le 16 mai 2022, son maintien à Matignon pour un second mandat n'étant pas envisagé.
Dans la période qui précède, les spéculations sont nombreuses sur l'identité du successeur : le bon score de Jean-Luc Mélenchon à la présidentielle et le report des voix de la gauche sur le candidat sortant pour faire barrage à Marine Le Pen ont semble-t-il poussé l'Élysée à envisager une personnalité proche de la gauche, et à porter son choix sur une personnalité jouissant d'une image plus proche des thématiques sociales et écologiques,.
L'idée de nommer une femme à Matignon est par ailleurs envisagée par Emmanuel Macron dès sa campagne électorale présidentielle en 2016-2017. De nombreux noms sont alors évoqués en ce sens par la presse, dont ceux de Catherine Vautrin ou Christelle Morançais. Valérie Rabault, présidente du groupe socialiste à l'Assemblée nationale, affirme également avoir été approchée, ce qui est démenti par l'Élysée.
La nomination d'Élisabeth Borne, elle aussi évoquée par de nombreux cadres de LREM et proches du président après l'élection présidentielle, est finalement annoncée le 16 mai par communiqué de presse. La passation de pouvoir avec Jean Castex a lieu le même jour,.

### Terminologie
Au moment de la nomination d'Édith Cresson à ce poste, le 15 mai 1991, le Journal officiel annonçait : « Mme Édith Cresson est nommée Premier ministre ». C'est Édith Cresson qui souhaitait garder cette appellation car c'était, selon elle, la seule appellation qui marquait le degré d’élévation de cette charge.
Mais le décret paru le 16 mai 2022 au Journal officiel annonce : « Mme Élisabeth Borne est nommée Première ministre » ; c'est d'ailleurs le choix qu'a fait Élisabeth Borne, dans un tweet du même jour : « Merci à Emmanuel Macron de sa confiance et de l’honneur qu’il me fait en me nommant Première ministre », cependant l'intitulé du même décret utilise la dénomination « Premier ministre ». La forme « Première ministre » correspond aux dispositions de la circulaire du 21 novembre 2017 relative aux règles de féminisation.

### Comparaison avec le gouvernement précédent
Parmi les 28 membres du gouvernement Élisabeth Borne (en comptant la Première ministre), 15 faisaient déjà partie du gouvernement Jean Castex :
- 2 ministres et 1 ministre délégué conservent leur poste : Gérald Darmanin (Intérieur), Éric Dupond-Moretti (Justice) et Franck Riester (Commerce extérieur et Attractivité) ;
- 1 ministre voit ses attributions élargies : Bruno Le Maire (Économie et Finances, portefeuille élargi à la Souveraineté industrielle et numérique)[18] ;
- 1 secrétaire d'État conserve ses attributions mais devient ministre délégué : Clément Beaune (Europe) ;
- 4 ministres changent de poste : Élisabeth Borne (Travail, Emploi et Insertion) devient Première ministre ; Sébastien Lecornu (Outre-mer) devient ministre des Armées ; Amélie de Montchalin (Transformation et Fonction publiques) devient ministre de la Transition écologique et de la Cohésion des territoires ; Olivier Véran (Solidarités et Santé) devient ministre délégué chargé des Relations avec le Parlement et de la Vie démocratique ;
- 4 ministres délégués changent d'attributions et deviennent ministres : Marc Fesneau (Relations avec le Parlement et Participation citoyenne) devient ministre de l'Agriculture et de la Souveraineté alimentaire ; Olivier Dussopt (Comptes publics) devient ministre du Travail, du Plein emploi et de l'Insertion ; Agnès Pannier-Runacher (Industrie) devient ministre de la Transition énergétique ; Brigitte Bourguignon (Autonomie) devient ministre de la Santé et de la Prévention ;
- 2 secrétaires d'État changent de poste : Gabriel Attal (porte-parole) devient ministre délégué chargé des Comptes publics ; Olivia Grégoire (Économie sociale, solidaire et responsable) devient secrétaire d'État, porte-parole du gouvernement.

S'agissant des ministères :
- 7 ministères sont inchangés : Europe et Affaires étrangères ; Intérieur ; Armées ; Outre-mer ; Culture ; Justice ; Transformation et Fonction publiques ;
- le ministère de l'Éducation nationale, de la Jeunesse et des Sports est scindé en deux : Éducation nationale et Jeunesse d'une part ; Sports et Jeux olympiques et paralympiques d'autre part ;
- le ministère des Solidarités et de la Santé est scindé en deux : Santé et Prévention d'une part ; Solidarités, Autonomie et Personnes handicapées d'autre part. Le portefeuille des personnes handicapées ne dépend donc plus du Premier ministre, tandis que celui de l'Enfance en dépend désormais ;
- le ministère de l'Enseignement supérieur, de la Recherche et de l'Innovation est renommé « ministère de l'Enseignement supérieur et de la Recherche » ;
- le ministère de l'Agriculture et de l'Alimentation est renommé « ministère de l'Agriculture et de la Souveraineté alimentaire » ;
- le ministère de l'Économie, des Finances et de la Relance est renommé « ministère de l'Économie, des Finances et de la Souveraineté industrielle et numérique » ;
- le ministère du Travail, de l'Emploi et de l'Insertion est renommé « ministère du Travail, du Plein emploi et de l'Insertion » ;
- le ministère de la Mer est supprimé, remplacé par un secrétariat d'État ;
- le ministère de la Transition écologique fusionne avec le ministère de la Cohésion des territoires et des Relations avec les collectivités territoriales pour former le ministère de la Transition écologique et de la Cohésion des territoires, tandis qu'un ministère de la Transition énergétique est créé. Les attributions relatives aux collectivités territoriales sont partagées entre l'Intérieur et la Transition écologique et Cohésion des territoires ;
- 8 postes de ministres délégués et 5 postes de secrétaires d'État sont supprimés.

### Élections législatives de 2022
Quinze membres du gouvernement, dont Élisabeth Borne, sont candidats lors des élections législatives de 2022. L'Élysée annonce que les ministres battus dans leur circonscription devront présenter leur démission.
À la suite du scrutin, trois ministres sont battues dans leur circonscription respective : Amélie de Montchalin (Transition écologique et Cohésion des territoires) dans l'Essonne, Brigitte Bourguignon (Santé et Prévention) dans le Pas-de-Calais et Justine Benin (Mer) en Guadeloupe.
Le gouvernement ayant perdu la majorité absolue à l'Assemblée nationale et les discussions avec les groupes d'opposition parlementaire afin de trouver une majorité ayant échoué, Elisabeth Borne officialise le statut minoritaire de son gouvernement en refusant de se soumettre à un vote de confiance en application de l'article 49 de la Constitution. En réponse à cette décision, La France insoumise dépose une motion de censure contre le gouvernement le 5 juillet 2022, mais celle-ci est rejetée par Les Républicains et le Rassemblement national.

## Composition initiale
Le 20 mai 2022, la composition du gouvernement (hors Première ministre) est annoncée par Alexis Kohler depuis le perron de l'Élysée. Cette annonce intervient 26 jours après la réélection d'Emmanuel Macron, soit le plus long délai connu sous la Ve République. Les membres du précédent gouvernement sont restés en fonction pour assurer les affaires courantes et urgentes jusqu’à la nomination du nouveau gouvernement.

### Première ministre
- Première ministre, chargée de la Planification écologique et énergétique : Élisabeth Borne

### Ministres
| Titre                                                                                | Titulaire              |
| ------------------------------------------------------------------------------------ | ---------------------- |
| Ministre de l’Économie, des Finances et de la Souveraineté industrielle et numérique | Bruno Le Maire         |
| Ministre de l'Intérieur                                                              | Gérald Darmanin        |
| Ministre de l’Europe et des Affaires étrangères                                      | Catherine Colonna      |
| Garde des Sceaux, ministre de la Justice                                             | Éric Dupond-Moretti    |
| Ministre de la Transition écologique et de la Cohésion des territoires               | Amélie de Montchalin   |
| Ministre de l’Éducation nationale et de la Jeunesse                                  | Pap Ndiaye             |
| Ministre des Armées                                                                  | Sébastien Lecornu      |
| Ministre de la Santé et de la Prévention                                             | Brigitte Bourguignon   |
| Ministre du Travail, du Plein emploi et de l'Insertion                               | Olivier Dussopt        |
| Ministre des Solidarités, de l'Autonomie et des Personnes handicapées                | Damien Abad            |
| Ministre de l'Enseignement supérieur et de la Recherche                              | Sylvie Retailleau      |
| Ministre de l'Agriculture et de la Souveraineté alimentaire                          | Marc Fesneau           |
| Ministre de la Transformation et de la Fonction publiques                            | Stanislas Guerini      |
| Ministre des Outre-mer                                                               | Yaël Braun-Pivet       |
| Ministre de la Culture                                                               | Rima Abdul-Malak       |
| Ministre de la Transition énergétique                                                | Agnès Pannier-Runacher |
| Ministre des Sports et des Jeux olympiques et paralympiques                          | Amélie Oudéa-Castéra   |

### Ministres délégués
| Titre | Ministre de tutelle                                                                            | Titulaire            |
| --- | ---------------------------------------------------------------------------------------------- | -------------------- |
| Ministre délégué chargé des Relations avec le Parlement                                                            | Première ministre                                                                              | Olivier Véran        |
| Ministre déléguée chargée de l'Égalité entre les femmes et les hommes, de la Diversité et de l'Égalité des chances | Première ministre                                                                              | Isabelle Lonvis-Rome |
| Ministre délégué chargé des Comptes publics                                                                        | Ministre de l’Économie, des Finances, et de la Souveraineté industrielle et numérique          | Gabriel Attal        |
| Ministre délégué chargé des Collectivités territoriales                                                            | Ministre de l'Intérieur Ministre de la Transition écologique et de la Cohésion des territoires | Christophe Béchu     |
| Ministre délégué chargé du Commerce extérieur et de l'Attractivité                                                 | Ministre de l'Europe et des Affaires étrangères                                                | Franck Riester       |
| Ministre délégué chargé de l'Europe                                                                                | Ministre de l'Europe et des Affaires étrangères                                                | Clément Beaune       |

### Secrétaires d'État
| Titre                                                                                             | Ministre de tutelle                             | Titulaire               |
| ------------------------------------------------------------------------------------------------- | ----------------------------------------------- | ----------------------- |
| Secrétaire d'État, porte-parole du gouvernement                                                   | Première ministre                               | Olivia Grégoire         |
| Secrétaire d'État chargée de la Mer                                                               | Première ministre                               | Justine Benin           |
| Secrétaire d'État chargée de l'Enfance                                                            | Première ministre                               | Charlotte Caubel        |
| Secrétaire d'État chargée du Développement, de la Francophonie et des Partenariats internationaux | Ministre de l'Europe et des Affaires étrangères | Chrysoula Zacharopoulou |

## Évolution de la composition

### Ajustement du 25 juin 2022
Réélue députée des Yvelines lors des élections législatives du 19 juin 2022, la ministre des Outre-mer, Yaël Braun-Pivet, quitte le gouvernement le 25 juin 2022 pour se porter candidate à la présidence de l'Assemblée nationale (elle sera élue le 28 juin). Dans l'attente d'un remaniement prévu pour le début du mois du juillet, les fonctions de ministre des Outre-mer sont exercées par la Première ministre, Élisabeth Borne.

### Remaniement du 4 juillet 2022
Le 4 juillet 2022, après des élections législatives lors desquelles la coalition Ensemble n'obtient qu'une majorité relative, le gouvernement est remanié  pour tirer les conséquences de ce scrutin. Les trois ministres battues lors de ces élections (Amélie de Montchalin, Brigitte Bourguignon et Justine Benin) ainsi que Damien Abad, visé par une enquête pour viol et tentative de viol, quittent le gouvernement. Gérald Darmanin, ministre de l'Intérieur, voit son portefeuille élargi aux Outre-mer, tandis que Christophe Béchu, Olivier Véran, Olivia Grégoire, Franck Riester et Clément Beaune changent d'attributions. Dix-neuf nouveaux membres sont nommés, parmi lesquels trois anciennes membres du gouvernement Jean Castex qui n'avaient pas été reconduites le 20 mai 2022 (Geneviève Darrieussecq, Marlène Schiappa et Sarah El Haïry).
À l'issue de ce remaniement, le gouvernement compte 41 membres : 16 ministres, 15 ministres délégués et 10 secrétaires d'État.

### Ajustement du 28 novembre 2022
Après des soupçons de fraude fiscale lors de sa déclaration devant la Haute Autorité pour la transparence de la vie publique, Caroline Cayeux, ministre déléguée chargée des Collectivités territoriales, présente sa démission le 27 novembre 2022, une démission officialisée par décret le lendemain. Dominique Faure, jusqu'ici secrétaire d'État chargée de la Ruralité, reprend ses attributions et devient ministre déléguée chargée des Collectivités territoriales et de la Ruralité.

### Remaniement du 20 juillet 2023
Après l'adoption de la réforme des retraites au printemps 2023 et malgré plusieurs reports en raison notamment aux des émeutes consécutives à la mort de Nael Merzouk, Élisabeth Borne est confirmée à Matignon par voie de presse le 17 juillet 2023 et le gouvernement est remanié le 20 juillet 2023,. Huit ministres quittent le gouvernement, parmi lesquels ceux issus de la société civile comme Pap Ndiaye, François Braun, Jean-Christophe Combe, Isabelle Lonvis-Rome et Jean-François Carenco, ou encore Marlène Schiappa, qui faisait l'objet de critiques pour sa gestion contestée du fonds Marianne. La plupart des ministres restent dans leurs fonctions, à l'exception de trois d'entre eux (Gabriel Attal, Bérangère Couillard et Sarah El Haïry), qui changent d'attributions, Gabriel Attal devenant alors le plus jeune ministre de l'Éducation nationale de la Cinquième République. Huit ministres entrent au gouvernement pour la première fois, parmi lesquels l'ancien directeur de cabinet de la Première ministre Aurélien Rousseau, la présidente du groupe Renaissance de l'Assemblée nationale, Aurore Bergé, et le maire divers gauche de Dunkerque, Patrice Vergriete.
Avec ce remaniement, le gouvernement compte 40 membres : 16 ministres, 15 ministres délégués et 9 secrétaires d'État.

### Ajustement du 10 octobre 2023
À la suite de sa défaite aux élections sénatoriales en Nouvelle-Calédonie le 24 septembre 2023, Sonia Backès, secrétaire d'État chargée de la Citoyenneté, présente sa démission du gouvernement le 27 septembre 2023, au terme d'un entretien avec le président Macron. Le 10 octobre 2023, la démission de Sonia Backès est officialisée par décret et Sabrina Agresti-Roubache, secrétaire d'État chargée de la Ville, reprend le portefeuille de la Citoyenneté.

### Ajustement du 20 décembre 2023
Le 20 décembre 2023, en désaccord avec le projet de loi relative à l'immigration votée la veille, le ministre de la Santé et de la Prévention, Aurélien Rousseau, démissionne. Il est remplacé par Agnès Firmin-Le Bodo, jusqu'ici déléguée auprès de lui et chargée de l'Organisation territoriale et des Professions de santé,.

### Succession
Depuis le 11 décembre 2023, les spéculations allaient bon train quant à un possible remaniement gouvernemental, sur fond de crise politique déclenchée par le projet de loi immigration. Le gouvernement Borne battait alors des records d’impopularité, avec un taux d’approbation de seulement 23% selon deux sondages en date du 4 janvier . 
Le 8 janvier 2024, Élisabeth Borne présente sa démission au président de la République Emmanuel Macron, qui l'accepte, après 1 an, 7 mois et 24 jours passés à Matignon. Le lendemain, Gabriel Attal, alors ministre de l’Éducation nationale et favori pour le poste, est nommé Premier ministre et chargé de former le prochain gouvernement.  

## Organisation fonctionnelle

### Organisation fonctionnelle du 20 mai au 25 juin 2022
Première ministre
- Élisabeth Borne, Première ministre, chargée de la Planification écologique et énergétique
- Olivier Véran, ministre délégué auprès de la Première ministre, chargé des Relations avec le Parlement et de la Vie démocratique
- Isabelle Rome, ministre déléguée auprès de la Première ministre, chargée de l'Égalité entre les femmes et les hommes, de la Diversité et de l'Égalité des chances
- Olivia Grégoire, secrétaire d'État auprès de la Première ministre, porte-parole du Gouvernement
- Justine Benin, secrétaire d'État auprès de la Première ministre, chargée de la Mer
- Charlotte Caubel, secrétaire d'État auprès de la Première ministre, chargée de l'Enfance

Ministère de l'Économie, des Finances et de la Souveraineté industrielle et numérique
- Bruno Le Maire, ministre de l'Économie, des Finances et de la Souveraineté industrielle et numérique
- Gabriel Attal, ministre délégué auprès du ministre de l'Économie, des Finances et de la Souveraineté industrielle et numérique, chargé des Comptes publics

Ministère de l'Intérieur
- Gérald Darmanin, ministre de l'Intérieur
- Christophe Béchu, ministre délégué auprès du ministre de l'Intérieur et de la ministre de la Transition écologique et de la Cohésion des territoires, chargé des Collectivités territoriales

Ministère de l'Europe et des Affaires étrangères
- Catherine Colonna, ministre de l'Europe et des Affaires étrangères
- Franck Riester, ministre délégué auprès de la ministre de l'Europe et des Affaires étrangères, chargée du Commerce extérieur et de l'Attractivité
- Clément Beaune, ministre délégué auprès de la ministre de l'Europe et des Affaires étrangères, chargé de l'Europe
- Chrysoula Zacharopoulou, secrétaire d'État auprès de la ministre de l'Europe et des Affaires étrangères, chargée du Développement, de la Francophonie et des Partenariats internationaux

Ministère de la Justice
- Éric Dupond-Moretti, garde des Sceaux, ministre de la Justice

Ministère de la Transition écologique et de la Cohésion des territoires
- Amélie de Montchalin, ministre de la Transition écologique et de la Cohésion des territoires
- Christophe Béchu, ministre délégué auprès du ministre de l'Intérieur et de la ministre de la Transition écologique et de la Cohésion des territoires, chargé des Collectivités territoriales

Ministère de l'Éducation nationale et de la Jeunesse
- Pap Ndiaye, ministre de l'Éducation nationale et de la Jeunesse

Ministère des Armées
- Sébastien Lecornu, ministre des Armées

Ministère de la Santé et de la Prévention
- Brigitte Bourguignon, ministre de la Santé et de la Prévention

Ministère du Travail, du Plein emploi et de l'Insertion
- Olivier Dussopt, ministre du Travail, du Plein emploi et de l'Insertion

Ministère des Solidarités, de l'Autonomie et des Personnes handicapées
- Damien Abad, ministre des Solidarités, de l'Autonomie et des Personnes handicapées

Ministère de l'Enseignement supérieur et de la Recherche
- Sylvie Retailleau, ministre de l'Enseignement supérieur et de la Recherche

Ministère de l'Agriculture et de la Souveraineté alimentaire
- Marc Fesneau, ministre de l'Agriculture et de la Souveraineté alimentaire

Ministère de la Transformation et de la Fonction publiques
- Stanislas Guerini, ministre de la Transformation et de la Fonction publiques

Ministère des Outre-mer
- Yaël Braun-Pivet, ministre des Outre-mer

Ministère de la Culture
- Rima Abdul Malak, ministre de la Culture

Ministère de la Transition énergétique
- Agnès Pannier-Runacher, ministre de la Transition énergétique

Ministère des Sports et des Jeux Olympiques et Paralympiques
- Amélie Oudéa-Castéra, ministre des Sports et des Jeux Olympiques et Paralympiques

### Organisation fonctionnelle du 25 juin au 4 juillet 2022
Première ministre
- Élisabeth Borne, Première ministre, chargée de la Planification écologique et énergétique, ministre des Outre-mer
- Olivier Véran, ministre délégué auprès de la Première ministre, chargé des Relations avec le Parlement et de la Vie démocratique
- Isabelle Rome, ministre déléguée auprès de la Première ministre, chargée de l'Égalité entre les femmes et les hommes, de la Diversité et de l'Égalité des chances
- Olivia Grégoire, secrétaire d'État auprès de la Première ministre, porte-parole du Gouvernement
- Justine Benin, secrétaire d'État auprès de la Première ministre, chargée de la Mer
- Charlotte Caubel, secrétaire d'État auprès de la Première ministre, chargée de l'Enfance

Ministère de l'Économie, des Finances et de la Souveraineté industrielle et numérique
- Bruno Le Maire, ministre de l'Économie, des Finances et de la Souveraineté industrielle et numérique
- Gabriel Attal, ministre délégué auprès du ministre de l'Économie, des Finances et de la Souveraineté industrielle et numérique, chargé des Comptes publics

Ministère de l'Intérieur
- Gérald Darmanin, ministre de l'Intérieur
- Christophe Béchu, ministre délégué auprès du ministre de l'Intérieur et de la ministre de la Transition écologique et de la Cohésion des territoires, chargé des Collectivités territoriales

Ministère de l'Europe et des Affaires étrangères
- Catherine Colonna, ministre de l'Europe et des Affaires étrangères
- Franck Riester, ministre délégué auprès de la ministre de l'Europe et des Affaires étrangères, chargée du Commerce extérieur et de l'Attractivité
- Clément Beaune, ministre délégué auprès de la ministre de l'Europe et des Affaires étrangères, chargé de l'Europe
- Chrysoula Zacharopoulou, secrétaire d'État auprès de la ministre de l'Europe et des Affaires étrangères, chargée du Développement, de la Francophonie et des Partenariats internationaux

Ministère de la Justice
- Éric Dupond-Moretti, garde des Sceaux, ministre de la Justice

Ministère de la Transition écologique et de la Cohésion des territoires
- Amélie de Montchalin, ministre de la Transition écologique et de la Cohésion des territoires
- Christophe Béchu, ministre délégué auprès du ministre de l'Intérieur et de la ministre de la Transition écologique et de la Cohésion des territoires, chargé des Collectivités territoriales

Ministère de l'Éducation nationale et de la Jeunesse
- Pap Ndiaye, ministre de l'Éducation nationale et de la Jeunesse

Ministère des Armées
- Sébastien Lecornu, ministre des Armées

Ministère de la Santé et de la Prévention
- Brigitte Bourguignon, ministre de la Santé et de la Prévention

Ministère du Travail, du Plein emploi et de l'Insertion
- Olivier Dussopt, ministre du Travail, du Plein emploi et de l'Insertion

Ministère des Solidarités, de l'Autonomie et des Personnes handicapées
- Damien Abad, ministre des Solidarités, de l'Autonomie et des Personnes handicapées

Ministère de l'Enseignement supérieur et de la Recherche
- Sylvie Retailleau, ministre de l'Enseignement supérieur et de la Recherche

Ministère de l'Agriculture et de la Souveraineté alimentaire
- Marc Fesneau, ministre de l'Agriculture et de la Souveraineté alimentaire

Ministère de la Transformation et de la Fonction publiques
- Stanislas Guerini, ministre de la Transformation et de la Fonction publiques

Ministère des Outre-mer
- Élisabeth Borne, Première ministre, chargée de la Planification écologique et énergétique, ministre des Outre-mer

Ministère de la Culture
- Rima Abdul Malak, ministre de la Culture

Ministère de la Transition énergétique
- Agnès Pannier-Runacher, ministre de la Transition énergétique

Ministère des Sports et des Jeux Olympiques et Paralympiques
- Amélie Oudéa-Castéra, ministre des Sports et des Jeux Olympiques et Paralympiques

### Organisation fonctionnelle du 4 juillet au 28 novembre 2022
Première ministre
- Élisabeth Borne, Première ministre, chargée de la Planification écologique et énergétique
- Olivier Véran, ministre délégué auprès de la Première ministre, chargé du Renouveau démocratique, porte-parole du Gouvernement
- Franck Riester, ministre délégué auprès de la Première ministre, chargé des Relations avec le Parlement
- Isabelle Rome, ministre déléguée auprès de la Première ministre, chargée de l'Égalité entre les femmes et les hommes, de la Diversité et de l'Égalité des chances
- Charlotte Caubel, secrétaire d'État auprès de la Première ministre, chargée de l'Enfance
- Hervé Berville, secrétaire d'État auprès de la Première ministre, chargé de la Mer
- Marlène Schiappa, secrétaire d'État auprès de la Première ministre, chargée de l'Économie sociale et solidaire et de la Vie associative

Ministère de l'Économie, des Finances et de la Souveraineté industrielle et numérique
- Bruno Le Maire, ministre de l'Économie, des Finances et de la Souveraineté industrielle et numérique
- Gabriel Attal, ministre délégué auprès du ministre de l'Économie, des Finances et de la Souveraineté industrielle et numérique, chargé des Comptes publics
- Roland Lescure, ministre délégué auprès du ministre de l'Économie, des Finances et de la Souveraineté industrielle et numérique, chargé de l'Industrie
- Jean-Noël Barrot, ministre délégué auprès du ministre de l'Économie, des Finances et de la Souveraineté industrielle et numérique, chargé de la Transition numérique et des Télécommunications
- Olivia Grégoire, ministre déléguée auprès du ministre de l'Économie, des Finances et de la Souveraineté industrielle et numérique, chargée des Petites et Moyennes Entreprises, du Commerce, de l'Artisanat et du Tourisme

Ministère de l'Intérieur et des Outre-mer
- Gérald Darmanin, ministre de l'Intérieur et des Outre-mer
- Caroline Cayeux, ministre déléguée auprès du ministre de l'Intérieur et des Outre-mer et du ministre de la Transition écologique et de la Cohésion des territoires, chargée des Collectivités territoriales
- Jean-François Carenco, ministre délégué auprès du ministre de l'Intérieur et des Outre-mer, chargé des Outre-mer
- Sonia Backès, secrétaire d'État auprès du ministre de l'Intérieur et des Outre-mer, chargée de la Citoyenneté

Ministère de l'Europe et des Affaires étrangères
- Catherine Colonna, ministre de l'Europe et des Affaires étrangères
- Olivier Becht, ministre délégué auprès de la ministre de l'Europe et des Affaires étrangères, chargée du Commerce extérieur, de l'Attractivité et des Français de l'étranger
- Laurence Boone, secrétaire d'État auprès de la ministre de l'Europe et des Affaires étrangères, chargée de l'Europe
- Chrysoula Zacharopoulou, secrétaire d'État auprès de la ministre de l'Europe et des Affaires étrangères, chargée du Développement, de la Francophonie et des Partenariats internationaux

Ministère de la Justice
- Éric Dupond-Moretti, garde des Sceaux, ministre de la Justice

Ministère des Armées
- Sébastien Lecornu, ministre des Armées
- Sarah El Haïry, secrétaire d'État auprès du ministre des Armées et du ministre de l'Éducation nationale et de la Jeunesse, chargée de la Jeunesse et du Service national universel
- Patricia Mirallès, secrétaire d'État auprès du ministre des Armées, chargée des Anciens combattants et de la Mémoire

Ministère du Travail, du Plein emploi et de l'Insertion
- Olivier Dussopt, ministre du Travail, du Plein emploi et de l'Insertion
- Carole Grandjean, ministre déléguée auprès du ministre du Travail, du Plein emploi et de l'Insertion et du ministre de l'Éducation nationale et de la Jeunesse, chargée de l'Enseignement et de la Formation professionnels

Ministère de l'Éducation nationale et de la Jeunesse
- Pap Ndiaye, ministre de l'Éducation nationale et de la Jeunesse
- Carole Grandjean, ministre déléguée auprès du ministre du Travail, du Plein emploi et de l'Insertion et du ministre de l'Éducation nationale et de la Jeunesse, chargée de l'Enseignement et de la Formation professionnels
- Sarah El Haïry, secrétaire d'État auprès du ministre des Armées et du ministre de l'Éducation nationale et de la Jeunesse, chargée de la Jeunesse et du Service national universel

Ministère de l'Enseignement supérieur et de la Recherche
- Sylvie Retailleau, ministre de l'Enseignement supérieur et de la Recherche

Ministère de l'Agriculture et de la Souveraineté alimentaire
- Marc Fesneau, ministre de l'Agriculture et de la Souveraineté alimentaire

Ministère de la Transition écologique et de la Cohésion des territoires
- Christophe Béchu, ministre de la Transition écologique et de la Cohésion des territoires
- Caroline Cayeux, ministre déléguée auprès du ministre de l'Intérieur et des Outre-mer et du ministre de la Transition écologique et de la Cohésion des territoires, chargée des Collectivités territoriales
- Clément Beaune, ministre délégué auprès du ministre de la Transition écologique et de la Cohésion des territoires, chargé des Transports
- Olivier Klein, ministre délégué auprès du ministre de la Transition écologique et de la Cohésion des territoires, chargé de la Ville et du Logement
- Bérangère Couillard, secrétaire d'État auprès du ministre de la Transition écologique et de la Cohésion des territoires, chargée de l'Écologie
- Dominique Faure, secrétaire d'État auprès du ministre de la Transition écologique et de la Cohésion des territoires, chargée de la Ruralité

Ministère de la Transition énergétique
- Agnès Pannier-Runacher, ministre de la Transition énergétique

Ministère de la Culture
- Rima Abdul Malak, ministre de la Culture

Ministère de la Santé et de la Prévention
- François Braun, ministre de la Santé et de la Prévention
- Agnès Firmin-Le Bodo, ministre déléguée auprès du ministre de la Santé et de la Prévention, chargée de l'Organisation territoriale et des Professions de santé

Ministère des Solidarités, de l'Autonomie et des Personnes handicapées
- Jean-Christophe Combe, ministre des Solidarités, de l'Autonomie et des Personnes handicapées
- Geneviève Darrieussecq, ministre déléguée auprès du ministre des Solidarités, de l'Autonomie et des Personnes handicapées, chargée des Personnes handicapées

Ministère de la Transformation et de la Fonction publiques
- Stanislas Guerini, ministre de la Transformation et de la Fonction publiques

Ministère des Sports et des Jeux Olympiques et Paralympiques
- Amélie Oudéa-Castéra, ministre des Sports et des Jeux Olympiques et Paralympiques

### Organisation fonctionnelle du 28 novembre 2022 au 20 juillet 2023
Première ministre
- Élisabeth Borne, Première ministre, chargée de la Planification écologique et énergétique
- Olivier Véran, ministre délégué auprès de la Première ministre, chargé du Renouveau démocratique, porte-parole du Gouvernement
- Franck Riester, ministre délégué auprès de la Première ministre, chargé des Relations avec le Parlement
- Isabelle Rome, ministre déléguée auprès de la Première ministre, chargée de l'Égalité entre les femmes et les hommes, de la Diversité et de l'Égalité des chances
- Charlotte Caubel, secrétaire d'État auprès de la Première ministre, chargée de l'Enfance
- Hervé Berville, secrétaire d'État auprès de la Première ministre, chargé de la Mer
- Marlène Schiappa, secrétaire d'État auprès de la Première ministre, chargée de l'Économie sociale et solidaire et de la Vie associative

Ministère de l'Économie, des Finances et de la Souveraineté industrielle et numérique
- Bruno Le Maire, ministre de l'Économie, des Finances et de la Souveraineté industrielle et numérique
- Gabriel Attal, ministre délégué auprès du ministre de l'Économie, des Finances et de la Souveraineté industrielle et numérique, chargé des Comptes publics
- Roland Lescure, ministre délégué auprès du ministre de l'Économie, des Finances et de la Souveraineté industrielle et numérique, chargé de l'Industrie
- Jean-Noël Barrot, ministre délégué auprès du ministre de l'Économie, des Finances et de la Souveraineté industrielle et numérique, chargé de la Transition numérique et des Télécommunications
- Olivia Grégoire, ministre déléguée auprès du ministre de l'Économie, des Finances et de la Souveraineté industrielle et numérique, chargée des Petites et Moyennes Entreprises, du Commerce, de l'Artisanat et du Tourisme

Ministère de l'Intérieur et des Outre-mer
- Gérald Darmanin, ministre de l'Intérieur et des Outre-mer
- Dominique Faure, ministre déléguée auprès du ministre de l'Intérieur et des Outre-mer et du ministre de la Transition écologique et de la Cohésion des territoires, chargée des Collectivités territoriales, et auprès du ministre de la Transition écologique et de la Cohésion des territoires, chargée de la Ruralité
- Jean-François Carenco, ministre délégué auprès du ministre de l'Intérieur et des Outre-mer, chargé des Outre-mer
- Sonia Backès, secrétaire d'État auprès du ministre de l'Intérieur et des Outre-mer, chargée de la Citoyenneté

Ministère de l'Europe et des Affaires étrangères
- Catherine Colonna, ministre de l'Europe et des Affaires étrangères
- Olivier Becht, ministre délégué auprès de la ministre de l'Europe et des Affaires étrangères, chargée du Commerce extérieur, de l'Attractivité et des Français de l'étranger
- Laurence Boone, secrétaire d'État auprès de la ministre de l'Europe et des Affaires étrangères, chargée de l'Europe
- Chrysoula Zacharopoulou, secrétaire d'État auprès de la ministre de l'Europe et des Affaires étrangères, chargée du Développement, de la Francophonie et des Partenariats internationaux

Ministère de la Justice
- Éric Dupond-Moretti, garde des Sceaux, ministre de la Justice

Ministère des Armées
- Sébastien Lecornu, ministre des Armées
- Sarah El Haïry, secrétaire d'État auprès du ministre des Armées et du ministre de l'Éducation nationale et de la Jeunesse, chargée de la Jeunesse et du Service national universel
- Patricia Mirallès, secrétaire d'État auprès du ministre des Armées, chargée des Anciens combattants et de la Mémoire

Ministère du Travail, du Plein emploi et de l'Insertion
- Olivier Dussopt, ministre du Travail, du Plein emploi et de l'Insertion
- Carole Grandjean, ministre déléguée auprès du ministre du Travail, du Plein emploi et de l'Insertion et du ministre de l'Éducation nationale et de la Jeunesse, chargée de l'Enseignement et de la Formation professionnels

Ministère de l'Éducation nationale et de la Jeunesse
- Pap Ndiaye, ministre de l'Éducation nationale et de la Jeunesse
- Carole Grandjean, ministre déléguée auprès du ministre du Travail, du Plein emploi et de l'Insertion et du ministre de l'Éducation nationale et de la Jeunesse, chargée de l'Enseignement et de la Formation professionnels
- Sarah El Haïry, secrétaire d'État auprès du ministre des Armées et du ministre de l'Éducation nationale et de la Jeunesse, chargée de la Jeunesse et du Service national universel

Ministère de l'Enseignement supérieur et de la Recherche
- Sylvie Retailleau, ministre de l'Enseignement supérieur et de la Recherche

Ministère de l'Agriculture et de la Souveraineté alimentaire
- Marc Fesneau, ministre de l'Agriculture et de la Souveraineté alimentaire

Ministère de la Transition écologique et de la Cohésion des territoires
- Christophe Béchu, ministre de la Transition écologique et de la Cohésion des territoires
- Dominique Faure, ministre déléguée auprès du ministre de l'Intérieur et des Outre-mer et du ministre de la Transition écologique et de la Cohésion des territoires, chargée des Collectivités territoriales, et auprès du ministre de la Transition écologique et de la Cohésion des territoires, chargée de la Ruralité
- Clément Beaune, ministre délégué auprès du ministre de la Transition écologique et de la Cohésion des territoires, chargé des Transports
- Olivier Klein, ministre délégué auprès du ministre de la Transition écologique et de la Cohésion des territoires, chargé de la Ville et du Logement
- Bérangère Couillard, secrétaire d'État auprès du ministre de la Transition écologique et de la Cohésion des territoires, chargée de l'Écologie

Ministère de la Transition énergétique
- Agnès Pannier-Runacher, ministre de la Transition énergétique

Ministère de la Culture
- Rima Abdul Malak, ministre de la Culture

Ministère de la Santé et de la Prévention
- François Braun, ministre de la Santé et de la Prévention
- Agnès Firmin-Le Bodo, ministre déléguée auprès du ministre de la Santé et de la Prévention, chargée de l'Organisation territoriale et des Professions de santé

Ministère des Solidarités, de l'Autonomie et des Personnes handicapées
- Jean-Christophe Combe, ministre des Solidarités, de l'Autonomie et des Personnes handicapées
- Geneviève Darrieussecq, ministre déléguée auprès du ministre des Solidarités, de l'Autonomie et des Personnes handicapées, chargée des Personnes handicapées

Ministère de la Transformation et de la Fonction publiques
- Stanislas Guerini, ministre de la Transformation et de la Fonction publiques

Ministère des Sports et des Jeux Olympiques et Paralympiques
- Amélie Oudéa-Castéra, ministre des Sports et des Jeux Olympiques et Paralympiques

### Organisation fonctionnelle du 20 juillet au 10 octobre 2023
Première ministre
- Élisabeth Borne, Première ministre, chargée de la Planification écologique et énergétique
- Olivier Véran, ministre délégué auprès de la Première ministre, chargé du Renouveau démocratique, porte-parole du Gouvernement
- Franck Riester, ministre délégué auprès de la Première ministre, chargé des Relations avec le Parlement
- Bérangère Couillard, ministre déléguée auprès de la Première ministre, chargée de l'Égalité entre les femmes et les hommes et de la Lutte contre les discriminations
- Charlotte Caubel, secrétaire d'État auprès de la Première ministre, chargée de l'Enfance
- Hervé Berville, secrétaire d'État auprès de la Première ministre, chargé de la Mer

Ministère de l'Économie, des Finances et de la Souveraineté industrielle et numérique
- Bruno Le Maire, ministre de l'Économie, des Finances et de la Souveraineté industrielle et numérique
- Roland Lescure, ministre délégué auprès du ministre de l'Économie, des Finances et de la Souveraineté industrielle et numérique, chargé de l'Industrie
- Jean-Noël Barrot, ministre délégué auprès du ministre de l'Économie, des Finances et de la Souveraineté industrielle et numérique, chargé du Numérique
- Olivia Grégoire, ministre déléguée auprès du ministre de l'Économie, des Finances et de la Souveraineté industrielle et numérique, chargée des Petites et Moyennes Entreprises, du Commerce, de l'Artisanat et du Tourisme
- Thomas Cazenave, ministre délégué auprès du ministre de l'Économie, des Finances et de la Souveraineté industrielle et numérique, chargé des Comptes publics

Ministère de l'Intérieur et des Outre-mer
- Gérald Darmanin, ministre de l'Intérieur et des Outre-mer
- Dominique Faure, ministre déléguée auprès du ministre de l'Intérieur et des Outre-mer et du ministre de la Transition écologique et de la Cohésion des territoires, chargée des Collectivités territoriales et de la Ruralité
- Philippe Vigier, ministre délégué auprès du ministre de l'Intérieur et des Outre-mer, chargé des Outre-mer
- Sabrina Agresti-Roubache, secrétaire d'État auprès du ministre de l'Intérieur et des Outre-mer et du ministre de la Transition écologique et de la Cohésion des territoires, chargée de la Ville
- Sonia Backès, secrétaire d'État auprès du ministre de l'Intérieur et des Outre-mer, chargée de la Citoyenneté

Ministère de l'Europe et des Affaires étrangères
- Catherine Colonna, ministre de l'Europe et des Affaires étrangères
- Olivier Becht, ministre délégué auprès de la ministre de l'Europe et des Affaires étrangères, chargée du Commerce extérieur, de l'Attractivité et des Français de l'étranger
- Laurence Boone, secrétaire d'État auprès de la ministre de l'Europe et des Affaires étrangères, chargée de l'Europe
- Chrysoula Zacharopoulou, secrétaire d'État auprès de la ministre de l'Europe et des Affaires étrangères, chargée du Développement, de la Francophonie et des Partenariats internationaux

Ministère de la Justice
- Éric Dupond-Moretti, garde des Sceaux, ministre de la Justice

Ministère des Armées
- Sébastien Lecornu, ministre des Armées
- Prisca Thevenot, secrétaire d'État auprès du ministre des Armées et du ministre de l'Éducation nationale et de la Jeunesse, chargée de la Jeunesse et du Service national universel
- Patricia Mirallès, secrétaire d'État auprès du ministre des Armées, chargée des Anciens combattants et de la Mémoire

Ministère du Travail, du Plein emploi et de l'Insertion
- Olivier Dussopt, ministre du Travail, du Plein emploi et de l'Insertion
- Carole Grandjean, ministre déléguée auprès du ministre du Travail, du Plein emploi et de l'Insertion et du ministre de l'Éducation nationale et de la Jeunesse, chargée de l'Enseignement et de la Formation professionnels

Ministère de l'Éducation nationale et de la Jeunesse
- Gabriel Attal, ministre de l'Éducation nationale et de la Jeunesse
- Carole Grandjean, ministre déléguée auprès du ministre du Travail, du Plein emploi et de l'Insertion et du ministre de l'Éducation nationale et de la Jeunesse, chargée de l'Enseignement et de la Formation professionnels
- Prisca Thevenot, secrétaire d'État auprès du ministre des Armées et du ministre de l'Éducation nationale et de la Jeunesse, chargée de la Jeunesse et du Service national universel

Ministère de l'Enseignement supérieur et de la Recherche
- Sylvie Retailleau, ministre de l'Enseignement supérieur et de la Recherche

Ministère de l'Agriculture et de la Souveraineté alimentaire
- Marc Fesneau, ministre de l'Agriculture et de la Souveraineté alimentaire

Ministère de la Transition écologique et de la Cohésion des territoires
- Christophe Béchu, ministre de la Transition écologique et de la Cohésion des territoires
- Dominique Faure, ministre déléguée auprès du ministre de l'Intérieur et des Outre-mer et du ministre de la Transition écologique et de la Cohésion des territoires, chargée des Collectivités territoriales et de la Ruralité
- Clément Beaune, ministre délégué auprès du ministre de la Transition écologique et de la Cohésion des territoires, chargé des Transports
- Patrice Vergriete, ministre délégué auprès du ministre de la Transition écologique et de la Cohésion des territoires, chargé du Logement
- Sabrina Agresti-Roubache, secrétaire d'État auprès du ministre de l'Intérieur et des Outre-mer et du ministre de la Transition écologique et de la Cohésion des territoires, chargée de la Ville
- Sarah El Haïry, secrétaire d'État auprès du ministre de la Transition écologique et de la Cohésion des territoires, chargée de la Biodiversité

Ministère de la Transition énergétique
- Agnès Pannier-Runacher, ministre de la Transition énergétique

Ministère de la Culture
- Rima Abdul Malak, ministre de la Culture

Ministère de la Santé et de la Prévention
- Aurélien Rousseau, ministre de la Santé et de la Prévention
- Agnès Firmin-Le Bodo, ministre déléguée auprès du ministre de la Santé et de la Prévention, chargée de l'Organisation territoriale et des Professions de santé

Ministère des Solidarités et des Familles
- Aurore Bergé, ministre des Solidarités et des Familles
- Fadila Khattabi, ministre déléguée auprès de la ministre des Solidarités et des Familles, chargée des Personnes handicapées

Ministère de la Transformation et de la Fonction publiques
- Stanislas Guerini, ministre de la Transformation et de la Fonction publiques

Ministère des Sports et des Jeux Olympiques et Paralympiques
- Amélie Oudéa-Castéra, ministre des Sports et des Jeux Olympiques et Paralympiques

### Organisation fonctionnelle du 10 octobre au 20 décembre 2023
Première ministre
- Élisabeth Borne, Première ministre, chargée de la Planification écologique et énergétique
- Olivier Véran, ministre délégué auprès de la Première ministre, chargé du Renouveau démocratique, porte-parole du Gouvernement
- Franck Riester, ministre délégué auprès de la Première ministre, chargé des Relations avec le Parlement
- Bérangère Couillard, ministre déléguée auprès de la Première ministre, chargée de l'Égalité entre les femmes et les hommes et de la Lutte contre les discriminations
- Charlotte Caubel, secrétaire d'État auprès de la Première ministre, chargée de l'Enfance
- Hervé Berville, secrétaire d'État auprès de la Première ministre, chargé de la Mer

Ministère de l'Économie, des Finances et de la Souveraineté industrielle et numérique
- Bruno Le Maire, ministre de l'Économie, des Finances et de la Souveraineté industrielle et numérique
- Roland Lescure, ministre délégué auprès du ministre de l'Économie, des Finances et de la Souveraineté industrielle et numérique, chargé de l'Industrie
- Jean-Noël Barrot, ministre délégué auprès du ministre de l'Économie, des Finances et de la Souveraineté industrielle et numérique, chargé du Numérique
- Olivia Grégoire, ministre déléguée auprès du ministre de l'Économie, des Finances et de la Souveraineté industrielle et numérique, chargée des Petites et Moyennes Entreprises, du Commerce, de l'Artisanat et du Tourisme
- Thomas Cazenave, ministre délégué auprès du ministre de l'Économie, des Finances et de la Souveraineté industrielle et numérique, chargé des Comptes publics

Ministère de l'Intérieur et des Outre-mer
- Gérald Darmanin, ministre de l'Intérieur et des Outre-mer
- Dominique Faure, ministre déléguée auprès du ministre de l'Intérieur et des Outre-mer et du ministre de la Transition écologique et de la Cohésion des territoires, chargée des Collectivités territoriales et de la Ruralité
- Philippe Vigier, ministre délégué auprès du ministre de l'Intérieur et des Outre-mer, chargé des Outre-mer
- Sabrina Agresti-Roubache, secrétaire d'État auprès du ministre de l'Intérieur et des Outre-mer, chargée de la Citoyenneté, et auprès du ministre de l'Intérieur et des Outre-mer et du ministre de la Transition écologique et de la Cohésion des territoires, chargée de la Ville

Ministère de l'Europe et des Affaires étrangères
- Catherine Colonna, ministre de l'Europe et des Affaires étrangères
- Olivier Becht, ministre délégué auprès de la ministre de l'Europe et des Affaires étrangères, chargée du Commerce extérieur, de l'Attractivité et des Français de l'étranger
- Laurence Boone, secrétaire d'État auprès de la ministre de l'Europe et des Affaires étrangères, chargée de l'Europe
- Chrysoula Zacharopoulou, secrétaire d'État auprès de la ministre de l'Europe et des Affaires étrangères, chargée du Développement, de la Francophonie et des Partenariats internationaux

Ministère de la Justice
- Éric Dupond-Moretti, garde des Sceaux, ministre de la Justice

Ministère des Armées
- Sébastien Lecornu, ministre des Armées
- Prisca Thevenot, secrétaire d'État auprès du ministre des Armées et du ministre de l'Éducation nationale et de la Jeunesse, chargée de la Jeunesse et du Service national universel
- Patricia Mirallès, secrétaire d'État auprès du ministre des Armées, chargée des Anciens combattants et de la Mémoire

Ministère du Travail, du Plein emploi et de l'Insertion
- Olivier Dussopt, ministre du Travail, du Plein emploi et de l'Insertion
- Carole Grandjean, ministre déléguée auprès du ministre du Travail, du Plein emploi et de l'Insertion et du ministre de l'Éducation nationale et de la Jeunesse, chargée de l'Enseignement et de la Formation professionnels

Ministère de l'Éducation nationale et de la Jeunesse
- Gabriel Attal, ministre de l'Éducation nationale et de la Jeunesse
- Carole Grandjean, ministre déléguée auprès du ministre du Travail, du Plein emploi et de l'Insertion et du ministre de l'Éducation nationale et de la Jeunesse, chargée de l'Enseignement et de la Formation professionnels
- Prisca Thevenot, secrétaire d'État auprès du ministre des Armées et du ministre de l'Éducation nationale et de la Jeunesse, chargée de la Jeunesse et du Service national universel

Ministère de l'Enseignement supérieur et de la Recherche
- Sylvie Retailleau, ministre de l'Enseignement supérieur et de la Recherche

Ministère de l'Agriculture et de la Souveraineté alimentaire
- Marc Fesneau, ministre de l'Agriculture et de la Souveraineté alimentaire

Ministère de la Transition écologique et de la Cohésion des territoires
- Christophe Béchu, ministre de la Transition écologique et de la Cohésion des territoires
- Dominique Faure, ministre déléguée auprès du ministre de l'Intérieur et des Outre-mer et du ministre de la Transition écologique et de la Cohésion des territoires, chargée des Collectivités territoriales et de la Ruralité
- Clément Beaune, ministre délégué auprès du ministre de la Transition écologique et de la Cohésion des territoires, chargé des Transports
- Patrice Vergriete, ministre délégué auprès du ministre de la Transition écologique et de la Cohésion des territoires, chargé du Logement
- Sabrina Agresti-Roubache, secrétaire d'État auprès du ministre de l'Intérieur et des Outre-mer, chargée de la Citoyenneté, et auprès du ministre de l'Intérieur et des Outre-mer et du ministre de la Transition écologique et de la Cohésion des territoires, chargée de la Ville
- Sarah El Haïry, secrétaire d'État auprès du ministre de la Transition écologique et de la Cohésion des territoires, chargée de la Biodiversité

Ministère de la Transition énergétique
- Agnès Pannier-Runacher, ministre de la Transition énergétique

Ministère de la Culture
- Rima Abdul Malak, ministre de la Culture

Ministère de la Santé et de la Prévention
- Aurélien Rousseau, ministre de la Santé et de la Prévention
- Agnès Firmin-Le Bodo, ministre déléguée auprès du ministre de la Santé et de la Prévention, chargée de l'Organisation territoriale et des Professions de santé

Ministère des Solidarités et des Familles
- Aurore Bergé, ministre des Solidarités et des Familles
- Fadila Khattabi, ministre déléguée auprès de la ministre des Solidarités et des Familles, chargée des Personnes handicapées

Ministère de la Transformation et de la Fonction publiques
- Stanislas Guerini, ministre de la Transformation et de la Fonction publiques

Ministère des Sports et des Jeux Olympiques et Paralympiques
- Amélie Oudéa-Castéra, ministre des Sports et des Jeux Olympiques et Paralympiques

### Organisation fonctionnelle du 20 décembre 2023 au 9 janvier 2024 (Affaires courantes du 9 au 11 janvier 2024)
Première ministre
- Élisabeth Borne, Première ministre, chargée de la Planification écologique et énergétique
- Olivier Véran, ministre délégué auprès de la Première ministre, chargé du Renouveau démocratique, porte-parole du Gouvernement
- Franck Riester, ministre délégué auprès de la Première ministre, chargé des Relations avec le Parlement
- Bérangère Couillard, ministre déléguée auprès de la Première ministre, chargée de l'Égalité entre les femmes et les hommes et de la Lutte contre les discriminations
- Charlotte Caubel, secrétaire d'État auprès de la Première ministre, chargée de l'Enfance
- Hervé Berville, secrétaire d'État auprès de la Première ministre, chargé de la Mer

Ministère de l'Économie, des Finances et de la Souveraineté industrielle et numérique
- Bruno Le Maire, ministre de l'Économie, des Finances et de la Souveraineté industrielle et numérique
- Roland Lescure, ministre délégué auprès du ministre de l'Économie, des Finances et de la Souveraineté industrielle et numérique, chargé de l'Industrie
- Jean-Noël Barrot, ministre délégué auprès du ministre de l'Économie, des Finances et de la Souveraineté industrielle et numérique, chargé du Numérique
- Olivia Grégoire, ministre déléguée auprès du ministre de l'Économie, des Finances et de la Souveraineté industrielle et numérique, chargée des Petites et Moyennes Entreprises, du Commerce, de l'Artisanat et du Tourisme
- Thomas Cazenave, ministre délégué auprès du ministre de l'Économie, des Finances et de la Souveraineté industrielle et numérique, chargé des Comptes publics

Ministère de l'Intérieur et des Outre-mer
- Gérald Darmanin, ministre de l'Intérieur et des Outre-mer
- Dominique Faure, ministre déléguée auprès du ministre de l'Intérieur et des Outre-mer et du ministre de la Transition écologique et de la Cohésion des territoires, chargée des Collectivités territoriales et de la Ruralité
- Philippe Vigier, ministre délégué auprès du ministre de l'Intérieur et des Outre-mer, chargé des Outre-mer
- Sabrina Agresti-Roubache, secrétaire d'État auprès du ministre de l'Intérieur et des Outre-mer, chargée de la Citoyenneté, et auprès du ministre de l'Intérieur et des Outre-mer et du ministre de la Transition écologique et de la Cohésion des territoires, chargée de la Ville

Ministère de l'Europe et des Affaires étrangères
- Catherine Colonna, ministre de l'Europe et des Affaires étrangères
- Olivier Becht, ministre délégué auprès de la ministre de l'Europe et des Affaires étrangères, chargée du Commerce extérieur, de l'Attractivité et des Français de l'étranger
- Laurence Boone, secrétaire d'État auprès de la ministre de l'Europe et des Affaires étrangères, chargée de l'Europe
- Chrysoula Zacharopoulou, secrétaire d'État auprès de la ministre de l'Europe et des Affaires étrangères, chargée du Développement, de la Francophonie et des Partenariats internationaux

Ministère de la Justice
- Éric Dupond-Moretti, garde des Sceaux, ministre de la Justice

Ministère des Armées
- Sébastien Lecornu, ministre des Armées
- Prisca Thevenot, secrétaire d'État auprès du ministre des Armées et du ministre de l'Éducation nationale et de la Jeunesse, chargée de la Jeunesse et du Service national universel
- Patricia Mirallès, secrétaire d'État auprès du ministre des Armées, chargée des Anciens combattants et de la Mémoire

Ministère du Travail, du Plein emploi et de l'Insertion
- Olivier Dussopt, ministre du Travail, du Plein emploi et de l'Insertion
- Carole Grandjean, ministre déléguée auprès du ministre du Travail, du Plein emploi et de l'Insertion et du ministre de l'Éducation nationale et de la Jeunesse, chargée de l'Enseignement et de la Formation professionnels

Ministère de l'Éducation nationale et de la Jeunesse
- Gabriel Attal, ministre de l'Éducation nationale et de la Jeunesse
- Carole Grandjean, ministre déléguée auprès du ministre du Travail, du Plein emploi et de l'Insertion et du ministre de l'Éducation nationale et de la Jeunesse, chargée de l'Enseignement et de la Formation professionnels
- Prisca Thevenot, secrétaire d'État auprès du ministre des Armées et du ministre de l'Éducation nationale et de la Jeunesse, chargée de la Jeunesse et du Service national universel

Ministère de l'Enseignement supérieur et de la Recherche
- Sylvie Retailleau, ministre de l'Enseignement supérieur et de la Recherche

Ministère de l'Agriculture et de la Souveraineté alimentaire
- Marc Fesneau, ministre de l'Agriculture et de la Souveraineté alimentaire

Ministère de la Transition écologique et de la Cohésion des territoires
- Christophe Béchu, ministre de la Transition écologique et de la Cohésion des territoires
- Dominique Faure, ministre déléguée auprès du ministre de l'Intérieur et des Outre-mer et du ministre de la Transition écologique et de la Cohésion des territoires, chargée des Collectivités territoriales et de la Ruralité
- Clément Beaune, ministre délégué auprès du ministre de la Transition écologique et de la Cohésion des territoires, chargé des Transports
- Patrice Vergriete, ministre délégué auprès du ministre de la Transition écologique et de la Cohésion des territoires, chargé du Logement
- Sabrina Agresti-Roubache, secrétaire d'État auprès du ministre de l'Intérieur et des Outre-mer, chargée de la Citoyenneté, et auprès du ministre de l'Intérieur et des Outre-mer et du ministre de la Transition écologique et de la Cohésion des territoires, chargée de la Ville
- Sarah El Haïry, secrétaire d'État auprès du ministre de la Transition écologique et de la Cohésion des territoires, chargée de la Biodiversité

Ministère de la Transition énergétique
- Agnès Pannier-Runacher, ministre de la Transition énergétique

Ministère de la Culture
- Rima Abdul Malak, ministre de la Culture

Ministère de la Santé et de la Prévention
- Agnès Firmin-Le Bodo, ministre de la Santé et de la Prévention

Ministère des Solidarités et des Familles
- Aurore Bergé, ministre des Solidarités et des Familles
- Fadila Khattabi, ministre déléguée auprès de la ministre des Solidarités et des Familles, chargée des Personnes handicapées

Ministère de la Transformation et de la Fonction publiques
- Stanislas Guerini, ministre de la Transformation et de la Fonction publiques

Ministère des Sports et des Jeux Olympiques et Paralympiques
- Amélie Oudéa-Castéra, ministre des Sports et des Jeux Olympiques et Paralympiques

## Galerie du gouvernement lors de sa démission

### Première ministre
| Portrait | Fonction                                                                 | Nom | Nom             | Parti  |
| -------- | ------------------------------------------------------------------------ | --- | --------------- | ------ |
|          | Première ministre, chargée de la Planification écologique et énergétique |     | Élisabeth Borne | RE-TdP |

### Ministres
| Portrait               | Fonction | Nom             | Nom                    | Parti ou nuance |
| ---------------------- | --- | --------------- | ---------------------- | --------------- |
| Bruno Le Maire         | Ministre de l'Économie, des Finances et de la Souveraineté industrielle et numérique                                  |                 | Bruno Le Maire         | RE              |
| Gérald Darmanin        | Ministre de l'Intérieur et des Outre-mer                                                                              | Gérald Darmanin | RE                     |                 |
| Catherine Colonna      | Ministre de l'Europe et des Affaires étrangères                                                                       |                 | Catherine Colonna      | DVD             |
| Éric Dupond-Moretti    | Garde des Sceaux, ministre de la Justice                                                                              |                 | Éric Dupond-Moretti    | SE              |
| Sébastien Lecornu      | Ministre des Armées                                                                                                   |                 | Sébastien Lecornu      | RE              |
| Olivier Dussopt        | Ministre du Travail, du Plein emploi et de l'Insertion                                                                |                 | Olivier Dussopt        | RE-TdP          |
| Gabriel Attal          | Ministre de l'Éducation nationale et de la Jeunesse                                                                   |                 | Gabriel Attal          | RE              |
| Sylvie Retailleau      | Ministre de l'Enseignement supérieur et de la Recherche                                                               |                 | Sylvie Retailleau      | SE              |
| Marc Fesneau           | Ministre de l'Agriculture et de la Souveraineté alimentaire                                                           |                 | Marc Fesneau           | MoDem           |
| Christophe Béchu       | Ministre de la Transition écologique et de la Cohésion des territoires                                                |                 | Christophe Béchu       | HOR             |
| Agnès Pannier-Runacher | Ministre de la Transition énergétique                                                                                 |                 | Agnès Pannier-Runacher | RE-TdP          |
|                        | Ministre de la Culture                                                                                                |                 | Rima Abdul-Malak       | DVG             |
| Agnès Firmin-Le Bodo   | Ministre de la Santé et de la Prévention, ministre chargée de l’Organisation territoriale et des Professions de santé |                 | Agnès Firmin-Le Bodo   | HOR             |
| Aurore Bergé           | Ministre des Solidarités et des Familles                                                                              |                 | Aurore Bergé           | RE              |
| Stanislas Guerini      | Ministre de la Transformation et de la Fonction publique                                                              |                 | Stanislas Guerini      | RE              |
| Amélie Oudéa-Castera   | Ministre des Sports et des Jeux olympiques et paralympiques                                                           |                 | Amélie Oudéa-Castéra   | RE              |

### Ministres délégués
| Portrait            | Fonction | Ministre de tutelle                                                                                             | Nom | Nom                 | Parti   |
| ------------------- | --- | --- | --- | ------------------- | ------- |
|                     | Ministre délégué chargé du Renouveau démocratique, porte-parole du Gouvernement                                 | Première ministre, chargée de la Planification écologique et énergétique                                        |     | Olivier Véran       | RE-TdP  |
| Franck Riester      | Ministre délégué chargé des Relations avec le Parlement                                                         | Première ministre, chargée de la Planification écologique et énergétique                                        |     | Franck Riester      | RE-Agir |
| Bérangère Couillard | Ministre déléguée chargée de l'Égalité entre les femmes et les hommes et de la Lutte contre les discriminations | Première ministre, chargée de la Planification écologique et énergétique                                        |     | Bérangère Couillard | RE      |
|                     | Ministre délégué chargé de l'Industrie                                                                          | Ministre de l'Économie, des Finances, et de la Souveraineté industrielle et numérique                           |     | Roland Lescure      | RE      |
| Jean-Noël Barrot    | Ministre délégué chargé du Numérique                                                                            | Ministre de l'Économie, des Finances, et de la Souveraineté industrielle et numérique                           |     | Jean-Noël Barrot    | MoDem   |
| Olivia Grégoire     | Ministre déléguée chargée des Petites et Moyennes Entreprises, du Commerce, de l'Artisanat et du Tourisme       | Ministre de l'Économie, des Finances, et de la Souveraineté industrielle et numérique                           |     | Olivia Grégoire     | RE      |
| Thomas Cazenave     | Ministre délégué chargé des Comptes publics                                                                     | Ministre de l'Économie, des Finances, et de la Souveraineté industrielle et numérique                           |     | Thomas Cazenave     | RE      |
| sans photo          | Ministre déléguée chargée des Collectivités territoriales et de la Ruralité                                     | Ministre de l'Intérieur et des Outre-mer Ministre de la Transition écologique et de la Cohésion des territoires |     | Dominique Faure     | PR-RE   |
| Philippe Vigier     | Ministre délégué chargé des Outre-mer                                                                           | Ministre de l'Intérieur et des Outre-mer                                                                        |     | Philippe Vigier     | MoDem   |
| Olivier Becht       | Ministre délégué chargé du Commerce extérieur, de l'Attractivité et des Français de l'étranger                  | Ministre de l'Europe et des Affaires étrangères                                                                 |     | Olivier Becht       | RE-Agir |
| Carole Grandjean    | Ministre déléguée chargée de l'Enseignement et de la Formation professionnels                                   | Ministre du Travail, du Plein emploi et de l'Insertion Ministre de l'Éducation nationale et de la Jeunesse      |     | Carole Grandjean    | RE      |
| Clément Beaune      | Ministre délégué chargé des Transports                                                                          | Ministre de la Transition écologique et de la Cohésion des territoires                                          |     | Clément Beaune      | RE-TdP  |
|                     | Ministre délégué chargé du Logement                                                                             | Ministre de la Transition écologique et de la Cohésion des territoires                                          |     | Patrice Vergriete   | FP      |
| Fadila Khattabi     | Ministre déléguée chargée des Personnes handicapées                                                             | Ministre des Solidarités et des Familles                                                                        |     | Fadila Khattabi     | RE      |

### Secrétaires d'État
| Portrait                 | Fonction                                                                                          | Ministre de tutelle                                                                                             | Nom | Nom                      | Parti ou nuance |
| ------------------------ | ------------------------------------------------------------------------------------------------- | --- | --- | ------------------------ | --------------- |
|                          | Secrétaire d'État chargée de l'Enfance                                                            | Première ministre, chargée de la Planification écologique et énergétique                                        |     | Charlotte Caubel         | HOR             |
| Hervé Berville           | Secrétaire d'État chargé de la Mer                                                                | Première ministre, chargée de la Planification écologique et énergétique                                        |     | Hervé Berville           | RE              |
| Sabrina Agresti-Roubache | Secrétaire d'État chargée de la Citoyenneté et de la Ville                                        | Ministre de l'Intérieur et des Outre-mer Ministre de la Transition écologique et de la Cohésion des territoires |     | Sabrina Agresti-Roubache | RE              |
| Laurence Boone           | Secrétaire d'État chargée de l'Europe                                                             | Ministre de l'Europe et des Affaires étrangères                                                                 |     | Laurence Boone           | SE              |
| Chrysoula Zacharopoulou  | Secrétaire d'État chargée du Développement, de la Francophonie et des Partenariats internationaux | Ministre de l'Europe et des Affaires étrangères                                                                 |     | Chrysoula Zacharopoulou  | RE              |
|                          | Secrétaire d'État chargée de la Jeunesse et du Service national universel                         | Ministre des Armées Ministre de l'Éducation nationale et de la Jeunesse                                         |     | Prisca Thevenot          | RE              |
| Patricia Mirallès        | Secrétaire d'État chargée des Anciens combattants et de la Mémoire                                | Ministre des Armées                                                                                             |     | Patricia Mirallès        | RE-TdP          |
| Sarah El Haïry           | Secrétaire d'État chargée de la Biodiversité                                                      | Ministre de la Transition écologique et de la Cohésion des territoires                                          |     | Sarah El Haïry           | MoDem           |

## Représentativité

### Parité
Élisabeth Borne est la deuxième femme à être nommée à la fonction de Première ministre après Édith Cresson en 1991. À sa constitution en mai 2022, la parité est respectée chez les ministres de plein exercice (8 femmes et 9 hommes) et dans le gouvernement au complet (14 femmes et 14 hommes, en comptant la Première ministre) mais on dénombre 5 hommes ministres délégués contre 1 femme ministre déléguée et 4 femmes secrétaires d'État. Une seule femme, la ministre des Affaires étrangères, Catherine Colonna, occupe un ministère régalien.
Après le remaniement du 4 juillet 2022, la parité est toujours respectée mais la proportion de femmes secrétaires d'État reste plus importante que celle de femmes ministres. Pour le Haut Conseil à l'égalité entre les femmes et les hommes, cette répartition des ministères répond « à des biais de genre et à des stéréotypes de sexe ». L'instance consultative note que 4 hommes sont à la tête des 5 ministères régaliens et 7 femmes à la tête des 9 ministères sociaux (santé, culture, famille, enfance, handicap, jeunesse, etc.),.

### Répartition partisane
L'équipe gouvernementale réunit des membres de cinq partis membres de la coalition parlementaire majoritaire « Ensemble » ainsi que des personnalités non affiliées :
| Parti                         | Parti                                            | Première ministre | Ministres | Ministres délégués | Secrétaires d'État | Total |
| ----------------------------- | ------------------------------------------------ | ----------------- | --------- | ------------------ | ------------------ | ----- |
| Répartition le 20 mai 2022    | Répartition le 20 mai 2022                       | 1                 | 16        | 6                  | 4                  | 27    |
|                               | La République en marche - Territoires de progrès | 1                 | 2         | 2                  |                    | 5     |
|                               | La République en marche                          |                   | 6         | 1                  | 2                  | 9     |
|                               | Divers gauche                                    | 2                 | 1         | 1                  | 4                  |       |
|                               | Divers droite                                    | 2                 |           | 1                  | 3                  |       |
|                               | Sans étiquette                                   | 2                 |           |                    | 2                  |       |
|                               | Territoires de progrès                           | 1                 |           |                    | 1                  |       |
|                               | Mouvement démocrate                              | 1                 |           |                    | 1                  |       |
|                               | Agir                                             |                   | 1         |                    | 1                  |       |
|                               | Horizons                                         |                   | 1         |                    | 1                  |       |
|                               |                                                  |                   |           |                    |                    |       |
| Répartition le 9 janvier 2024 | Répartition le 9 janvier 2024                    | 1                 | 16        | 14                 | 8                  | 39    |
|                               | Renaissance - Territoires de progrès             | 1                 | 2         | 2                  | 1                  | 6     |
|                               | Renaissance                                      |                   | 7         | 6                  | 4                  | 17    |
|                               | Horizons                                         | 2                 |           | 1                  | 3                  |       |
|                               | Sans étiquette                                   | 2                 |           | 1                  | 3                  |       |
|                               | Mouvement démocrate                              | 1                 | 2         | 1                  | 4                  |       |
|                               | Divers gauche                                    | 1                 |           |                    | 1                  |       |
|                               | Divers droite                                    | 1                 |           |                    | 1                  |       |
|                               | Renaissance - Agir                               |                   | 2         |                    | 2                  |       |
|                               | Parti radical                                    |                   | 1         |                    | 1                  |       |
|                               | Fédération progressiste                          |                   | 1         |                    | 1                  |       |

### Âge
Dans sa composition initiale, ce gouvernement est le deuxième plus jeune de la Cinquième République, avec un âge moyen de 47,9 ans (Première ministre incluse). Seul le gouvernement Pompidou I, sous la première présidence de Charles de Gaulle, a atteint une moyenne inférieure (47,6 ans), après le remaniement du 15 mai 1962.
Gabriel Attal, âgé de 33 ans, reste le plus jeune membre du gouvernement, tandis que Catherine Colonna, 66 ans, est la doyenne du nouveau gouvernement, qui compte quatre trentenaires, quatorze quadragénaires, six quinquagénaires et quatre sexagénaires. Depuis le 4 juillet 2022, le benjamin est Hervé Berville. En deuxième position, se trouvent Gabriel Attal et Sarah El Haïry, nés le même jour.

### Patrimoine
Les ministres du gouvernement Élisabeth Borne détiennent un patrimoine net moyen de 1,9 million d’euros (1,5 million d’euros en retranchant les dettes), en hausse par rapport aux gouvernements précédents. Dix-neuf sont millionnaires et une grande majorité[évasif] d'entre eux figure dans les 10 % des Français les plus riches,,.

## Coût et personnel
Avec un montant global de 174 millions d’euros, le gouvernement d’Élisabeth Borne est le plus cher des 43 gouvernements de la Ve République, en hausse de 4,3 % par rapport au précédent, le gouvernement Castex. Le gouvernement compterait 565 conseillers ministériels (soit 13,5 par ministre), contre 559 pour le gouvernement précédent. Les rémunérations moyennes du cabinet de la Première ministre seraient en baisse avec 9 979 euros bruts, contre 10 282 l'an précédent. Le personnel dit de « support », composé notamment des huissiers, secrétaires et chauffeurs a augmenté pour une charge qui, selon Le Point, « ne semble pas avoir crû ». Ils sont 2 257 contre 2 234 dans le gouvernement précédent. Au total, le gouvernement Borne comprend 2 822 personnes.
Le traitement d'Élisabeth Borne ainsi que les frais de représentation de Matignon s'élèvent à 2,2 millions, et ceux de ses conseillers à 9,3 millions. Le coût des ministres se monte à 10,3 millions d'euros, et celui de leurs conseillers à 50,2 millions d'euros.

## Relations avec le Parlement

### Usage important du 49.3
En dix-huit mois à Matignon, Élisabeth Borne a eu recours à 23 reprises à l'article 49 alinéa 3 de la Constitution (pour faire passer les lois de finances mais aussi la réforme des retraites), soit plus que tous les Premiers ministres de la Cinquième République, à l'exception de Michel Rocard (28 pour son premier et son second gouvernement),,.

### Projets de lois
- Projet de loi de finances 2022
- Projet de loi de finances de la Sécurité sociale (PLFSS) 2022
- Projet de loi relative à l'accélération de la production des énergies renouvelables[49].
- Projet de loi sur l'énergie nucléaire[49]
- Projet de loi plein emploi
- Projet de réforme des retraites en France en 2023
- Projet de loi relative à l'asile et à l'immigration en France en 2022-2023[50]

### Motions de censure
| Date du vote | Outil et contexte                | Groupe | Groupe | Groupe | Groupe | Groupe | Groupe | Groupe | Groupe | Groupe | Groupe | NI | Résultat | Résultat |
| Date du vote | Outil et contexte                | GDR    | LFI    | ECO    | SOC    | RE     | DEM    | HOR    | LIOT   | LR     | RN     | NI | Résultat | Résultat |
| --- | -------------------------------- | ------ | ------ | ------ | ------ | ------ | ------ | ------ | ------ | ------ | ------ | -- | -------- | -------- |
| Date du vote | Outil et contexte                |        |        |        |        |        |        |        |        |        |        | NI | Résultat | Résultat |
| 11 juill. 2022 | article 49 al. 2                 | 22     | 75     | 23     | 25     | 0      | 0      | 0      | 0      | 0      | 0      | 1  | 146      | Rejetée  |
| 24 oct. 2022 | article 49 al. 3 PLF 2023        | 22     | 75     | 20     | 31     | 0      | 0      | 0      | 1      | 0      | 89     | 1  | 239      | Rejetée  |
| 24 oct. 2022 | article 49 al. 3 PLF 2023        | 0      | 1      | 0      | 0      | 0      | 0      | 0      | 0      | 0      | 88     | 1  | 90       | Rejetée  |
| 24 oct. 2022 | article 49 al. 3 PLFSS 2023      | 22     | 75     | 22     | 31     | 0      | 0      | 0      | 0      | 0      | 0      | 0  | 150      | Rejetée  |
| 31 oct. 2022 | article 49 al. 3 PLFSS 2023      | 0      | 0      | 0      | 0      | 0      | 0      | 0      | 0      | 0      | 89     | 1  | 90       | Rejetée  |
| 31 oct. 2022 | article 49 al. 3 PLFSS 2023      | 16     | 75     | 19     | 19     | 0      | 0      | 0      | 0      | 0      | 88     | 1  | 218      | Rejetée  |
| 4 nov. 2022 | article 49 al. 3 PLF 2023        | 12     | 71     | 17     | 0      | 0      | 0      | 0      | 0      | 0      | 87     | 1  | 188      | Rejetée  |
| 25 nov. 2022 | article 49 al. 3 PLF 2023        | 13     | 72     | 3      | 0      | 0      | 0      | 0      | 0      | 0      | 0      | 0  | 85       | Rejetée  |
| 28 nov. 2022 | article 49 al. 3 PLF 2023        | 10     | 72     | 3      | 0      | 0      | 0      | 0      | 0      | 0      | 0      | 0  | 85       | Rejetée  |
| 2 déc. 2022 | article 49 al. 3 PLF 2023        | 12     | 60     | 6      | 8      | 0      | 0      | 0      | 0      | 0      | 0      | 1  | 87       | Rejetée  |
| 11 déc. 2022 | article 49 al. 3 PLF 2023        | 6      | 70     | 1      | 0      | 0      | 0      | 0      | 0      | 0      | 0      | 1  | 78       | Rejetée  |
| 13 déc. 2022 | article 49 al. 3 PLF 2023        | 13     | 74     | 14     | 0      | 0      | 0      | 0      | 0      | 0      | 0      | 1  | 102      | Rejetée  |
| 17 déc. 2022 | article 49 al. 3 PLF 2023        | 10     | 60     | 18     | 0      | 0      | 0      | 0      | 0      | 0      | 1      | 1  | 101      | Rejetée  |
| 17 fév. 2023 | article 49 al. 2                 | 0      | 0      | 0      | 0      | 0      | 0      | 0      | 0      | 0      | 88     | 1  | 89       | Rejetée  |
| 20 mars 2023 | article 49 al. 3 PLFRSS 2023     | 22     | 74     | 22     | 31     | 0      | 0      | 0      | 18     | 19     | 88     | 4  | 278      | Rejetée  |
| 20 mars 2023 | article 49 al. 3 PLFRSS 2023     | 0      | 0      | 0      | 1      | 0      | 0      | 0      | 0      | 3      | 88     | 2  | 94       | Rejetée  |
| 12 juin 2023 | article 49 al. 2                 | 18     | 75     | 10     | 31     | 0      | 0      | 0      | 2      | 0      | 88     | 2  | 239      | Rejetée  |
| 29 sept. 2023 | article 49 al. 3 PLPFP 2023-2027 | 19     | 75     | 10     | 21     | 0      | 0      | 0      | 0      | 0      | 67     | 1  | 193      | Rejetée  |
| 20 oct. 2023 | article 49 al. 3 PLF 2024        | 0      | 0      | 0      | 0      | 0      | 0      | 0      | 0      | 0      | 88     | 1  | 89       | Rejetée  |
| 20 oct. 2023 | article 49 al. 3 PLF 2024        | 21     | 75     | 9      | 26     | 0      | 0      | 0      | 0      | 0      | 86     | 0  | 219      | Rejetée  |
| 30 oct. 2023 | article 49 al. 3 PLFSS 2024      | 21     | 70     | 14     | 31     | 0      | 0      | 0      | 0      | 0      | 88     | 1  | 223      | Rejetée  |
| 30 oct. 2023 | article 49 al. 3 PLFSS 2024      | 0      | 0      | 0      | 0      | 0      | 0      | 0      | 0      | 0      | 86     | 2  | 88       | Rejetée  |
| 4 nov. 2023 | article 49 al. 3 PLFSS 2024      | 14     | 70     | 2      | 2      | 0      | 0      | 0      | 0      | 0      | 0      | 1  | 89       | Rejetée  |
| 9 nov. 2023 | article 49 al. 3 PLF 2024        | 15     | 75     | 2      | 2      | 0      | 0      | 0      | 0      | 0      | 88     | 1  | 167      | Rejetée  |
| 15 nov. 2023 | article 49 al. 3 PLF 2024        | 18     | 75     | 18     | 31     | 0      | 0      | 0      | 0      | 0      | 0      | 1  | 143      | Rejetée  |
| 26 nov. 2023 | article 49 al. 3 PLF 2024        | 12     | 72     | 2      | 3      | 0      | 0      | 0      | 0      | 0      | 0      | 0  | 89       | Rejetée  |
| 29 nov. 2023 | article 49 al. 3 PLF 2024        | 22     | 75     | 19     | 28     | 0      | 0      | 0      | 0      | 0      | 0      | 1  | 145      | Rejetée  |
| 4 déc. 2023 | article 49 al. 3 PLF 2024        | 18     | 66     | 3      | 20     | 0      | 0      | 0      | 0      | 0      | 0      | 1  | 108      | Rejetée  |
| 16 déc. 2023 | article 49 al. 3 PLF 2024        | 12     | 58     | 2      | 2      | 0      | 0      | 0      | 0      | 0      | 0      | 1  | 75       | Rejetée  |
| 18 déc. 2023 | article 49 al. 3 PLF 2024        | 18     | 75     | 9      | 8      | 0      | 0      | 0      | 0      | 0      | 0      | 0  | 110      | Rejetée  |
| 21 déc. 2023 | article 49 al. 3 PLF 2024        | 10     | 74     | 14     | 18     | 0      | 0      | 0      | 0      | 0      | 0      | 0  | 116      | Rejetée  |
| Majorité absolue des membres de l'Assemblée nationale requise (289 voix en faveur). Le ou les groupes signataires de la motion de censure sont identifiés en souligné. |                                  |        |        |        |        |        |        |        |        |        |        |    |          |          |

#### Motion de censure du 6 juillet 2022
Le 6 juillet 2022, les groupes d’opposition de gauche à l’Assemblée nationale déposent une motion de censure du gouvernement, qui a refusé de solliciter un vote de confiance.Les groupes Les Républicains et Rassemblement national annoncent qu'ils ne voteront pas la motion de censure.
La motion de censure est rejetée le 11 juillet 2022 avec 146 voix pour.
Parmi les 31 députés du groupe socialiste, six n'ont pas voté la motion de censure : Joël Aviragnet, Bertrand Petit, Dominique Potier, Valérie Rabault, vice-présidente de l'Assemblée nationale, Hervé Saulignac, et Cécile Untermaier. Par ailleurs, Nicolas Dupont-Aignan, leader de Debout la France et non-inscrit, a voté la censure.

#### Motions de censure concernant le Projet de loi de finances pour 2023
Parmi toutes les motions de censure déposées par l'intergroupe NUPES et le Rassemblement national, l'une d'entre elles a été particulièrement remarquée. En effet, le 24 octobre, Marine Le Pen, alors présidente du groupe RN, annonce que son groupe votera la motion de censure déposée par la NUPES. Ainsi, en combinant les 150 voix de la NUPES et les 89 du RN, on arrive à un total de 239 voix. Or, pour faire tomber le gouvernement, la majorité absolue de l'Assemblée nationale (soit 289 voix ou moins selon le nombre de sièges vacants) est requise. Le groupe Républicain ayant décidé de ne voter aucune des motions de censure, celle de la NUPES échoue à 50 voix près. Le rôle des Républicains en tant que groupe d'opposition est alors mis en question.

#### Motions de censure concernant le Projet de loi de financement rectificatif de la Sécurité sociale pour 2023
Alors que la tension dans le pays est importante du fait de l'examen du projet de réforme des retraites, le Gouvernement décide de faire usage de l'article 49 alinéa 3 de la Constitution le 16 mars, dès l'ouverture de la séance. Le petit groupe centriste LIOT dépose une motion de censure « transpartisane », ayant des signataires de LIOT et des 4 groupes de la NUPES. Le groupe Rassemblement national en dépose une également.
La motion de LIOT, surveillée de près par la majorité et le gouvernement, est rejetée à 9 voix près (278 voix contre 287), ce qui déclenche un large mouvement spontané partout en France. Le groupe Les Républicains a joué un rôle pivot dans cette motion, et apparaît comme divisé. La motion du RN est, sans surprise, très largement rejetée (94 voix contre 471), bien que votée par 3 députés LR et un député apparenté PS.

#### Motion de censure du 12 juin 2023
En réponse à l'usage de l'article 40 de la Constitution par la présidente de l'Assemblée nationale Yaël Braun-Pivet, empêchant ainsi, au nom de l'irrecevabilité financière, l'examen en séance d'un amendement réintroduisant la mesure d'âge à 62 ans pour le départ à la retraite (contre 64 ans depuis la réforme de 2023) à l'occasion de la niche parlementaire du groupe LIOT du 8 juin, l'intergroupe NUPES dépose une motion de censure contre le gouvernement Borne le 9 juin 2023.
Le 12 juin 2023, 239 voix se portent en faveur de la motion de censure de la NUPES, soit 50 de moins que la majorité absolue des membres requise par la Constitution (289) : la motion est donc rejetée. Ainsi, après le rejet de celle du 12 juin, le gouvernement d'Élisabeth Borne a survécu, au total, à 17 motions de censure depuis le début de la législature.

## Principales actions
- Réforme des retraites en France de 2023
- Budget de l'État français en 2023
- Budget de l'État français en 2024